# Strophopteryx fasciata
Strophopteryx fasciata är en bäcksländeart som först beskrevs av Hermann Burmeister 1839.  Strophopteryx fasciata ingår i släktet Strophopteryx och familjen vingbandbäcksländor. Inga underarter finns listade i Catalogue of Life.